# 特尔蒂乌斯·宗戈

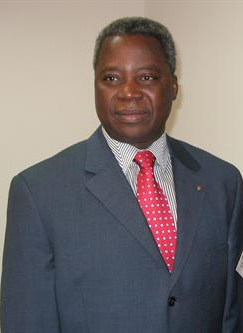
特尔蒂乌斯·宗戈

特尔蒂乌斯·宗戈（法語：Tertius Zongo；1957年5月18日—），布基纳法索经济学家、政治家，前任布基纳法索总理。
| 前任： 帕拉曼加·埃内斯特·永利 | 布基纳法索总理 2007年至2011年 | 繼任： 吕克-阿道夫·蒂奥 |